# 水杨醇
水杨醇是一种有机化合物，化学式为C7H8O2，它可由水杨醛和氢化铝锂（或硼氢化钠）的还原反应制得。它在催化下可以被氧气氧化为水杨醛。它可以和乙酸酐发生酯化反应，生成水杨醇二乙酸酯。